# Magnanville
Magnanville ist eine französische Gemeinde im Département Yvelines in der Region Île-de-France. Die Gemeinde hat 6389 Einwohner (Stand: 1. Januar 2022) und liegt im Arrondissement Mantes-la-Jolie und im Kanton Mantes-la-Jolie. Die Einwohner werden Magnanvillois genannt.

## Geografie
Magnanville liegt etwa 40 Kilometer westnordwestlich von Paris. Umgeben wird Magnanville von den Nachbargemeinden Buchelay im Norden und Westen, Mantes-la-Ville im Norden und Nordosten, Auffreville-Brasseuil im Osten, Soindres im Süden sowie Fontenay-Mauvoisin im Südwesten.

## Geschichte
Als Manamevilla wird der Ort im Jahr 1091 erstmals erwähnt.
Am 14. Juni 2016 war der Ort Schauplatz eines weltweit beachteten Terroranschlages, bei dem ein Polizeihauptkommissar vor seinem Wohnhaus erstochen wurde. Der aus islamistischen Motiven handelnde Täter betrat danach die Wohnung, erstach auch die Ehefrau des Polizeibeamten und nahm das Kind als Geisel. Der Täter wurde getötet, als ein Sondereinsatzkommando die Wohnung stürmte, das Kind blieb unverletzt.

### Bevölkerungsentwicklung
| Jahr      | 1936 | 1946 | 1954 | 1962 | 1968 | 1975 | 1982 | 1990 | 1999 | 2006 | 2011 |
| --------- | ---- | ---- | ---- | ---- | ---- | ---- | ---- | ---- | ---- | ---- | ---- |
| Einwohner | 581  | 589  | 550  | 682  | 685  | 3225 | 5001 | 6265 | 5624 | 5444 | 5904 |

## Sport
Das Radrennen Paris–Camembert beginnt in der Regel in Magnanville.

## Sehenswürdigkeiten
- Schloss, erbaut von 1750 bis 1753, heute als gerontologisches Zentrum genutzt

## Persönlichkeiten
- Irène Joachim (1913–2001), Sopranistin